# Arbeitersiedlung Helfmannstraße

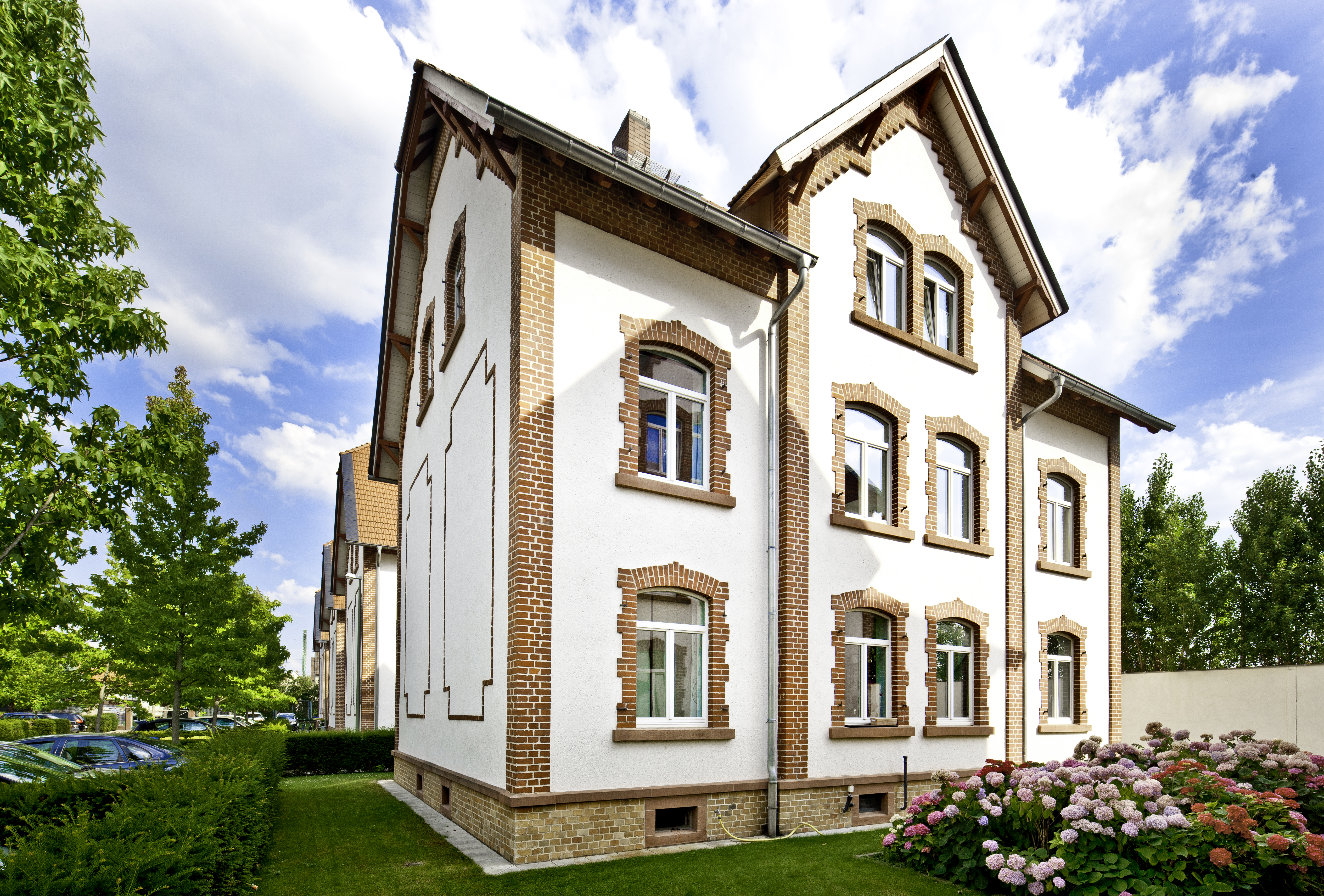
Ein Gebäude des Ensembles Arbeitersiedlung Helfmannstraße.

Die Arbeitersiedlung Helfmannstraße ist eine Wohnsiedlung in der südhessischen Stadt Kelsterbach. Sie wurde in den Jahren 1899/1900 als Arbeitersiedlung durch die Aktiengesellschaft für Hoch- und Tiefbauten des aus dem Ort stammenden Unternehmers Philipp Helfmann im Auftrag der Süddeutschen Waggonfabrik AG errichtet.
Die Arbeitersiedlung entstand auf einer nordöstlich des Werksgeländes gelegenen Freifläche zwischen der Landstraße nach Rüsselsheim und der Bahnstrecke Mainz–Frankfurt. Sie besteht aus neun frei stehenden baugleichen Häusern, die sich entlang einer kurzen Stichstraße aneinanderreihen. Zwischen den beiden südlichsten Häusern befand sich ein direkter Zugang zum Werk.
Die zweigeschossigen Häuser boten in den beiden Vollgeschossen und dem ausgebauten Dachgeschoss jeweils sechs Familien Obdach. Die verputzte Fassade ist durch lisenenartige Ornamente und Fenstergewände aus rotem Ziegelstein geschmückt. Nach oben schließen die Gebäude mit einem zeittypischen Krüppelwalmdach ab. Kleine Nutzgärten und Holzschuppen in den der Straße abgewandten Bereichen verstärkten den einheitlichen Eindruck des Ensembles.
Nach der Schließung des Glanzstoffwerks im Januar 2000 (zuletzt: Enka GmbH, seit 1904 Nachnutzer des Werksgeländes), wurden die inzwischen verwahrlosten Häuser privatisiert und bis 2004 von der City 1 Group GmbH saniert.